# The Poison: Live at Brixton
The Poison: Live at Brixton – DVD wydane 30 października 2006 na terenie WB oraz 19 grudnia 2006 na terenie USA przez walijską grupę Bullet for My Valentine. Płyta zawiera materiał zarejestrowany podczas występu w Carling Academy Brixton 28 stycznia 2006.

## Lista utworów
1. „Intro”
2. „Her Voice Resides"
3. „4 Words (To Choke Upon)”
4. „Suffocating Under Words of Sorrow (What Can I Do)”
5. „All These Things I Hate (Revolve Around Me)”
6. „The Poison”
7. „Spit You Out”
8. „Cries in Vain”
9. „Just Another Star”
10. „Tears Don’t Fall”
11. „No Control”
12. „Hand of Blood”
13. „The End”

## Teledyski
- „Hand of Blood”
- „4 Words (To Choke Upon)”
- „Suffocating Under Words of Sorrow (What Can I Do)”
- „All These Things I Hate (Revolve Around Me)”
- „Tears Don’t Fall”

## Documentaries / EPKS
- Behind the scenes at Brixton Academy
- Mullet's Here
- Download and Dirty
- Spit or Swallow
- Spot the Gimp
- Motherland
- The Bucket

## Bullet TV
- Introduction
- Backstage Entrance
- Night Out Part 1
- Night Out Part 2
- The Tour Bus Part 1
- The Tour Bus Part 2
- Video Shoot Part 1
- Video Shoot Part 2/The End

## Twórcy
- Matthew „Matt” Tuck – śpiew; gitara
- Michael „Padge” Padget – gitara; śpiew towarzyszący
- Jason „Jay” James – bas; śpiew towarzyszący
- Michael „Moose” Thomas – perkusja